# Nadace Český literární fond
Le Nadace Český literární fond (littéralement en français Fonds littéraire tchèque) est une fondation tchèque qui soutient la création de nouvelles œuvres de valeur dans les domaines de la littérature, du théâtre, du cinéma, du journalisme, de la science, de la radio, de la télévision et des arts du divertissement. 
La fondation a été créée en novembre 1994 en tant que successeur de droit privé de la loi no 318/93 Coll alors abolie sur le Fonds littéraire tchèque d'État (fondé en 1954) relevant du ministère de la Culture. Le siège de la fondation se trouve Prague 2 - Vinohrady, rue Pod Nuselskými schody no 1721/3.

## Missions
Le Nadace Český literární fond est l'une des rares sources alternatives de financement culturel non étatique. Sous forme de subventions et de bourses (d'un montant de 3 à 7 millions de couronnes tchèques par an), il soutient la publication ou la production d'œuvres littéraires, théâtrales, scientifiques, cinématographiques et périodiques non commerciales, et contribue également à la création de nouveaux projets artistiques et scientifiques. Concernant Wikipédia, le projet soutient la Bibliothèque des Arts.
La fondation obtient ses ressources financières en louant son bâtiment, dans une moindre mesure également grâce à des parrainages, mais principalement grâce aux revenus des fonds investis dans divers fonds d'investissement. Par rapport à l'époque du fonds d'État, la fondation dispose de beaucoup moins d'argent et a également perdu la grande majorité de ses biens immobiliers (y compris, par exemple, le château de Dobříš, où se trouvait la Maison des écrivains).

## Prix
La Fondation décerne des prix annuels pour la littérature, le théâtre, le cinéma et la télévision, le travail scientifique, les éditeurs et les libraires et pour les journalistes
Elle attribue aussi le prix Karel Havlíček Borovský (Cena Karla Havlíčka Borovského (cs)) et deux prix Novinářská křepelka (cs) pour les journalistes de moins de 33 ans.
En collaboration avec la Nadání Josefa, Marie a Zdenky Hlávkových (Fondation Josef, Marie et Zdenka Hlávka), elle décerne également le Prix littéraire Josef Hlávka (Literární cena Josefa Hlávky (cs)).